# Sodbrennen
Sodbrennen (griechisch und medizinisch veraltet Pyrosis; in der Schweiz auch Magenbrennen) beschreibt eine vom Oberbauch aufsteigende brennende und schmerzhafte Empfindung hinter dem Brustbein, die unter Umständen bis zum Hals und Rachen ausstrahlt, oft zusammen mit saurem oder bitterem Aufstoßen. Sodbrennen ist das Leitsymptom der gastroösophagealen Refluxkrankheit.
Etymologisch bedeutet das kaum noch verwendete Wort Sod „das Sieden, das Siedende“ und ist vom althochdeutschen sōd, gisōd sowie mittelhochdeutsch sōt „das Wallen, Sieden, siedende Flüssigkeit, Brühe, Brunnen“ herzuleiten.

## Ursachen und Verlauf
Der Schmerz wird meist durch den Rückfluss der stark sauren Magensäure in die Speiseröhre (Ösophagus) ausgelöst. Es kommt dabei zu einer Reizung der im Epithel der Speiseröhre eingelagerten Chemo-Schmerzrezeptoren durch H+-Ionen wegen der durch die Säure bedingten Lockerung der Zellverbindungen des Schleimhautepithels und damit erhöhter Durchlässigkeit im Zwischenzellenbereich. Bitteres, galliges Aufstoßen kann aber auch auf einen Rückfluss aus dem Zwölffingerdarm hinweisen. Es kann als Begleitsymptom vor allem bei gesteigerter Aktivität des Darms (Motilitätsstörung) und nicht säurebedingt bei einer Schwächung der glatten Magenschließmuskulatur auftreten. Sodbrennen kann durch einen nichtsauren Magenrückfluss entstehen, beispielsweise durch Nahrungsmittel und Getränke, auch verschiedene Mechanismen wie Refluxinduktion, lokale Irritation oder Reizschwellensenkung sind möglich.
Nicht bei jedem Refluxereignis entsteht tatsächlich Sodbrennen. Die Symptomgenerierung ist abhängig von Ausmaß und Dauer des pH-Abfalls, vom Ausmaß der durch Säure angegriffenen Schleimhautfläche sowie von einer Sensibilisierung der Rezeptoren durch vorangegangenes Sodbrennen. Häufigkeit und Intensität können durch eine individuell unterschiedliche Säureempfindlichkeit sowie durch psychosoziale Faktoren wie Stress oder physische Begleiterkrankungen erheblich beeinflusst werden. Weiter scheinen Wechselwirkungen zwischen der chemischen und mechanischen Empfindlichkeit der Speiseröhre etwa durch eine Dehnung eine Rolle in der Entstehung zu spielen. Ferner kann es durch Entzündungsmediatoren zu einer Überempfindlichkeit der Chemo-Schmerzzellen kommen, die über zentrale Mechanismen verstärkt und räumlich ausgeweitet werden kann.

## Prävention und Behandlung
Saurer Reflux kann insbesondere nach fetthaltigem, säurehaltigem oder scharfem Essen oder Trinken auftreten, wie pfefferminzhaltigen Speisen, Kaffee-, Alkohol- oder Nikotinkonsum. Er kann sich im Liegen verstärken. Daher wird empfohlen, diese auslösenden Faktoren vor dem Schlafengehen zu vermeiden.
Medikamentöse Behandlungsmöglichkeiten zur Symptomminderung sind bei saurem gastroösophagealen Reflux Antazida, die als Puffer die Magensäure sofort neutralisieren. Aluminiumhaltige Antazida „sollten nur bei eindeutigen Indikationen und nur für einen therapeutisch sinnvollen Zeitraum ärztlich verschrieben werden“, da hohe Aluminiumdosen neurotoxische Wirkungen haben können. Auch ein Zusammenhang mit anderen neurodegenerativen Erkrankungen wie Alzheimer wird kontrovers diskutiert; ein kausaler Zusammenhang konnte nie belegt werden. Eine kurzfristige, bedarfsweise Einnahme ist nach Kenntnisstand unproblematisch.
Wichtigste Medikamentengruppe sind Protonenpumpenhemmer, welche die Bildung von Magensäure über die Hemmung der H+/K+-ATPase in den Belegzellen des Magens unterdrücken. Dadurch wird der Reflux zwar nicht verhindert, aber die Speiseröhre wird nicht mehr durch den sauren Magensaft gereizt. Die Daueranwendung sollte unter Beachtung des Nebenwirkungspotenzials ärztlich überwacht werden. Eine andere Behandlungsmöglichkeit ist die Einnahme von Alginat, das sich als zäher Schaum über den Mageninhalt legt und auf diese Weise die Speiseröhre schützt.
Eine weitere Behandlungsoption ist eine Kombination aus Hyaluronsäure, Chondroitinsulfat und Poloxamer 407. Bei Körpertemperatur wird dieses vom flüssigen zu einem semi-festen Hydrogel, das sich an der Speiseröhrenschleimhaut festsetzt und sie vor Schäden durch Magensäure und Pepsin schützt. Hyaluronsäure und Chondroitinsulfat sorgen für eine rasche Linderung der Reflux-Beschwerden und tragen auch zur Regeneration und Wundheilung der beschädigten Schleimhaut bei.

## Schwangerschaft
Zwischen 40 % und 80 % aller Schwangeren sind, meist im letzten Trimester der Schwangerschaft, von Sodbrennen betroffen. Hauptursache für das Sodbrennen in der Schwangerschaft ist der gestörte Verschlussmechanismus zwischen Speiseröhre und Magen. Die schwangerschaftsbedingte Erhöhung der Hormone Progesteron und Östrogen führt dazu, dass der untere Schließmuskel der Speiseröhre weniger angespannt ist als vor oder nach einer Schwangerschaft. Dazu kommt infolge der wachsenden Gebärmutter ein erhöhter Druck in der Bauchhöhle, was die Verschlussfähigkeit des unteren Speiseröhrenschließmuskels zusätzlich mindert. Das Zusammenspiel dieser Faktoren führt dazu, dass vermehrt Magensäure in die Speiseröhre fließen kann. Linderung verschaffen kann das Schlafen mit erhöhtem Oberkörper, häufige kleine Mahlzeiten statt weniger reichhaltiger und allgemein das Meiden fettiger Speisen und Süßigkeiten. Zu Medikamenten sollte nur in ernsteren Fällen und in Rücksprache mit einem Arzt gegriffen werden.